# Kádár Gyula (történész)
Kádár Gyula, Illyefalvi (Sepsiszentgyörgy, 1953. február 18. – Sepsiszentgyörgy, 2015. október 13.) magyar történész, erdélyi magyar helytörténész.

## Életútja
Középiskoláit a sepsiszentgyörgyi 1. számú Líceumban végezte (1972), utána néhány évig helyettes tanár Maksán, Dálnokon, Székelyszáldoboson, Felső- és Alsócsernátonban (1973–79), közben a Babeș–Bolyai Tudományegyetemen történelem szakos tanári oklevelet szerzett (1979). Igazgató-tanár Lisznyóban (1980–82), Uzonban (1982–86), tanár Bodokon, majd Sepsiszentgyörgyön.
Már középiskolás korában megírta szülőfalujának történetét; város- és falutörténeti írásai A Hét, Művelődés, Előre, Brassói Lapok, Megyei Tükör és a Gyökerek c. diáklap hasábjain jelentek meg, feldolgozta a sepsiszéki lakodalmast és Illyefalva helyneveit. Nagyobb tanulmányait (Községi rendtartás Háromszéken; Sepsiszentgyörgy története; A székelyek törvénykezési joga; A háromszékiek harca a szabadságért – 1848–49) a Megyei Tükör közölte sorozatban 1981–82-ben, illetve a Brassói Lapok 1982-ben (A háromszéki városok és Brassó közti kereskedelmi ellentétek a középkorban).
Az 1989-es fordulat után középiskolában tanított Sepsiszentgyörgyön, tanfelügyelői feladatokat is ellátott, sokat tett a történelmi hagyományok ápolásáért, a szülőföld megismertetéséért. Az 1990-es években megalapította és szerkesztette Történelmünk, majd Történelmi Magazin című folyóiratát, létrehozta a Scribae Kádár Könyv- és Lapkiadó Kft-t, amely kiadta a korábban tiltott, de hézagpótló történelmi, néprajzi köteteket.
2011 februárjában Csíkszeredában A Honfoglalás előttől az Európai Unió utánig című előadássorozat keretében mutatta be Veress Dávid Kádár Gyula szerzőt, s legfrissebb munkáját, a Székelyföld határán című kötetet.

## Kötetei (válogatás)
- A romániai magyarság rövid története. Sepsiszentgyörgy : Cathedra, 1991
- Váraink a századok sodrában : Sepsiillyefalva templomvára. [Rajzok Krecht Aranka, Szappanos Éva] Sepsiszentgyörgy Illyefalva : Scribae Kádár, 1992
- Gál Dániel. Sepsiszentgyörgy : Scribae Kádár, 1993
- Mátyás a győzhetetlen hadvezér : Mátyás király 550. születési évfordulójának a tiszteletére. Sepsiszentgyörgy : Scribae Kádár, 1993
- Erdély és Háromszék népének szabadságharca : 1848-1849. [Grafikus:Demeter Lajos]. Sepsiszentgyörgy : Scribae Kádár, 1994
- Háromszék oktatási intézeteinek története; Scribae Kádár, Sepsiszentgyörgy, 1994
- Történelmi fogalomtár – Ókor, középkor. Történelmi események, kifejezések, események, nevek. Sepsiszentgyörgy; Scribae Kádár Könyv- és Lapkiadó, 1995
- Történelmi fogalomtár – Újkor : Történelmi események, kifejezések, események, nevek. Sepsiszentgyörgy : Scribae Kádár Könyv- és Lapkiadó, 1995
- Tanulmányok Székelyföld történetéből : város, népesség, iskola. [A grafikák Kósa Bálint munkái] Sepsiszentgyörgy : Scribae Kádár, 1996
- Székelyföld határán; Scribae Kádár, Sepsiszentgyörgy, 2010
- Székely hazát akarunk; Scribae Kádár, Sepsiszentgyörgy, 2011
- Múltunk kötelez; Scribae Kádár, Sepsiszentgyörgy, 2012
- Sepsiszentgyörgy korai története és népessége. Székely vértanúk, Sepsiszentgyörgy: Scribae Kádár Lap- és Könyvkiadó, 2013 ISBN 9786068235219
- Prés alatt a magyarság. Nemzeti elnyomás Romániában; Scribae Kádár, Csíkszereda, 2013
- Hallottátok Dózsa György hírét? Ötszáz éves évforduló; Háromszék Vármegye, Sepsiszentgyörgy, 2014